# Utøya 22 juli
Utøya 22 juli (norska: Utøya 22. juli, engelska: U – July 22) är en norsk dramafilm från 2018, regisserad av Erik Poppe. Filmen återskapar terroattentatet på Utøya den 22 juli 2011. Filmen följer deltagarna i sommarlägret på Utøya under flykten från massmördaren Anders Behring Breivik. De flesta människor man möter är fiktiva. Kaja (Andrea Berntzen), som är huvudpersonen i filmen, söker desperat efter sin syster efter att skottlossningen börjat. Gärningsmannen själv är en perifer men skrämmande karaktär.
Manus och regi gjordes i nära samarbete med flera överlevande. Filmen är speciell, eftersom den är filmad i bara en lång inspelning. Enligt regissören Poppe gjordes detta för att hålla skådespelarna i en sammanhängande "bubbla".
Filmen prisnominerades under Filmfestivalen i Berlin 2018, men vann inget pris. I augusti 2018 vann filmen norska Amandapriset för bästa kvinnliga skådespelare (Andrea Berntzen) och för bästa kvinnliga skådespelare i en biroll (Solveig Koløen Birkeland). Martin Otterbeck vann European Film Awards priset för 2018 för bästa foto. Filmen har fått många bra recensioner. Den hade biopremiär i Norge i mars 2018 och i Sverige den 11 maj 2018. Åldersgränsen i Sverige är 15 år.
Filmen är inspelad på en grannö till Utøya i Hole kommun i Norge.

## Medverkande
- Andrea Berntzen[10][11] – Kaja
- Aleksander Holmen – Magnus
- Brede Fristad – Petter
- Elli Müller Osborne – Emilie
- Sorosh Sadat – Issa
- Ada Eide – Caroline
- Magnus Moen – Tobias
- Solveig Koløen Birkeland[12] – skadad flicka
- Jenny Svennevig[13]
- Ingeborg Enes[14]

### Filmrecensioner
- ”Utoya 22 juli” ger känslan av en oändlig mardröm utan slut Dagens Nyheter 9 maj 2018
- Ingen skräckis kan matcha filmen om Utøya Aftonbladet 10 maj 2018
- En fruktansvärd film som gör det ofattbara fattbart Expressen 10 maj 2018
- Att se offren i vitögat Hufvudstadsbladet 19 oktober 2018